# 1931年西敏法規
《1931年西敏法規》是英國國會於1931年通過的法令，賦予大英帝國各自治領更大自治權，落實了1926年貝爾福宣言。
該法令訂明：
- 以下属地為自治領：
  - 加拿大自治領
  - 紐芬蘭自治領（後於1949年加入加拿大聯邦）
  - 澳洲聯邦
  - 紐西蘭自治領
  - 南非聯邦
  - 愛爾蘭自由邦
- 英國國會及英國政府從此不能再干涉自治領內部事務。
- 英國皇室仍然保留其他自治領的國家元首地位，但改以“自治領國王／女王”自稱。

一旦接受《1931年西敏法規》，自治领实际上相当于独立國家，能夠自行行使外交、國防權力。但當時的英國法例也訂明，自治領的主權仍屬於英國君主，故各自治領法理上仍屬英國。故該法令是英國各自治領邁向獨立的重要里程碑，但距正式獨立尚差一步，各自治領仍被視作大英帝國一部分。

## 內容
第一條：自治領指加拿大、澳洲、紐西蘭、南非、愛爾蘭自由邦及紐芬蘭。
第二條：
1. 《1865年殖民地法律有效性法令》不得適用於本法令公布實施後的任一自治領之國會所制訂的法律。
2. 2.本法令實施後，自治領所訂之法律或法例條文，不會因與英格蘭法律或聯合王國將來可能制定之法令或根據這些法令制訂的命令、規則、規例抵觸而無效。各自治領也有權根據自治領法律，廢除或修訂法令、命令、規則、規例。

第三條：自治領議會有權制定可實施於其境外之法律。
第四條：本法令實施後，除非自治領有明確的表示，請求並同意外，聯合王國所制訂之法律不得在其自治領內適用。

## 後續
1934年，紐芬蘭因財政困難，而改棄實質獨立而回歸英國直管，並於1949年透過公投決定加入加拿大。
1937年，英國君主愛德華八世欲迎娶离过婚的辛普森夫人。但英國、澳大利亚、加拿大和南非政府已经正式宣布反对国王迎娶离婚女子，爱尔兰政府表示不关心，新西兰政府犹豫不定。最後各自治領自行立法，讓愛德華於同年12月11日退位，同時讓他（潛在的）後代喪失繼承權。這象徵各自治領能參與決定英國君主的繼承權，甚至能廢除英國君主在該自治領的王位。
在愛爾蘭自由邦立法讓愛德華八世退位時，它同時單方面宣布改為愛爾蘭，定明國王僅為愛爾蘭在外交場合的代表，並設立愛爾蘭總統一職，使愛爾蘭同時存在兩個國家元首。國體含混不清的愛爾蘭二戰時更未隨帝國向軸心國宣戰，保持中立。直至1949年，愛爾蘭改國號為愛爾蘭共和國，始正式以總統為國家元首，並單方面退出大英國協。英國國會亦通過《1949年愛爾蘭法令》，宣佈承認愛爾蘭完全獨立，但拒絕將北愛爾蘭六郡給予愛爾蘭。
其後印度帝國於1947年分為印度自治領和巴基斯坦自治領，地位亦與完全獨立的國家無異，而英国国王乔治六世则在1948年6月放弃印度皇帝头衔，但仍作為君主直至1950年印度成為共和國。不久1952年伊丽莎白二世繼位，她登基時更開始採用七個獨立的頭銜（英國加上六個「自治領」的女王），紐西蘭自治領同時更名為紐西蘭王國，變相令各自治領獲得法理上的獨立，但加拿大、澳洲和紐西蘭仍然與英國維持特殊憲政關係。此時，《1931年西敏法規》基本上完成歷史使命。
南非在1961年改制為共和國，並退出大英國協（1994年重新加入）。
之後加拿大（1982年憲法法令）、澳洲（1986年澳洲法令）和紐西蘭（1986年憲法法令）亦於20世紀後期先後切斷與英國的特殊憲政關係，但現時仍然以英國君主為國家元首。當中加拿大逐漸減少使用「自治領」的字眼，儘管「加拿大自治領」一詞幾乎不再被使用（「加拿大」已普遍被視為該國全名），但仍未於憲法中剔除；而澳洲的國號一直為「澳洲聯邦」，始終沒有更改國號。